# فرودگاه صحرایی داربی
فرودگاه صحرایی داربی (به انگلیسی: Derby Airfield) یک فرودگاه خصوصی است که یک باند فرود چمن دارد و طول باند آن ۵۴۷ متر است. این فرودگاه در شهر داربی، انگلستان کشور انگلستان قرار دارد و در ارتفاع ۵۳ متری از سطح دریا واقع شده‌است.